# Lüchow (Wendland)
Lüchow é uma cidade da Alemanha localizada no distrito de Lüchow-Dannenberg, estado da Baixa Saxônia. A cidade estende-se ao longo do rio Jeetzel.
É membro e sede do Samtgemeinde de Lüchow.
Em 1811, uma grande parte da cidade foi destruída por um incêndio, posteriormente foi reconstruída.

## Demografia
Evolução da população:
| Ano  | Habitantes |
| ---- | ---------- |
| 1975 | 10.418     |
| 1980 | 10.631     |
| 1985 | 10.623     |
| 1990 | 11.097     |
| 1995 | 9.955      |
| 2000 | 10.078     |
| 2005 | 9.826      |

## Atrações turísticas

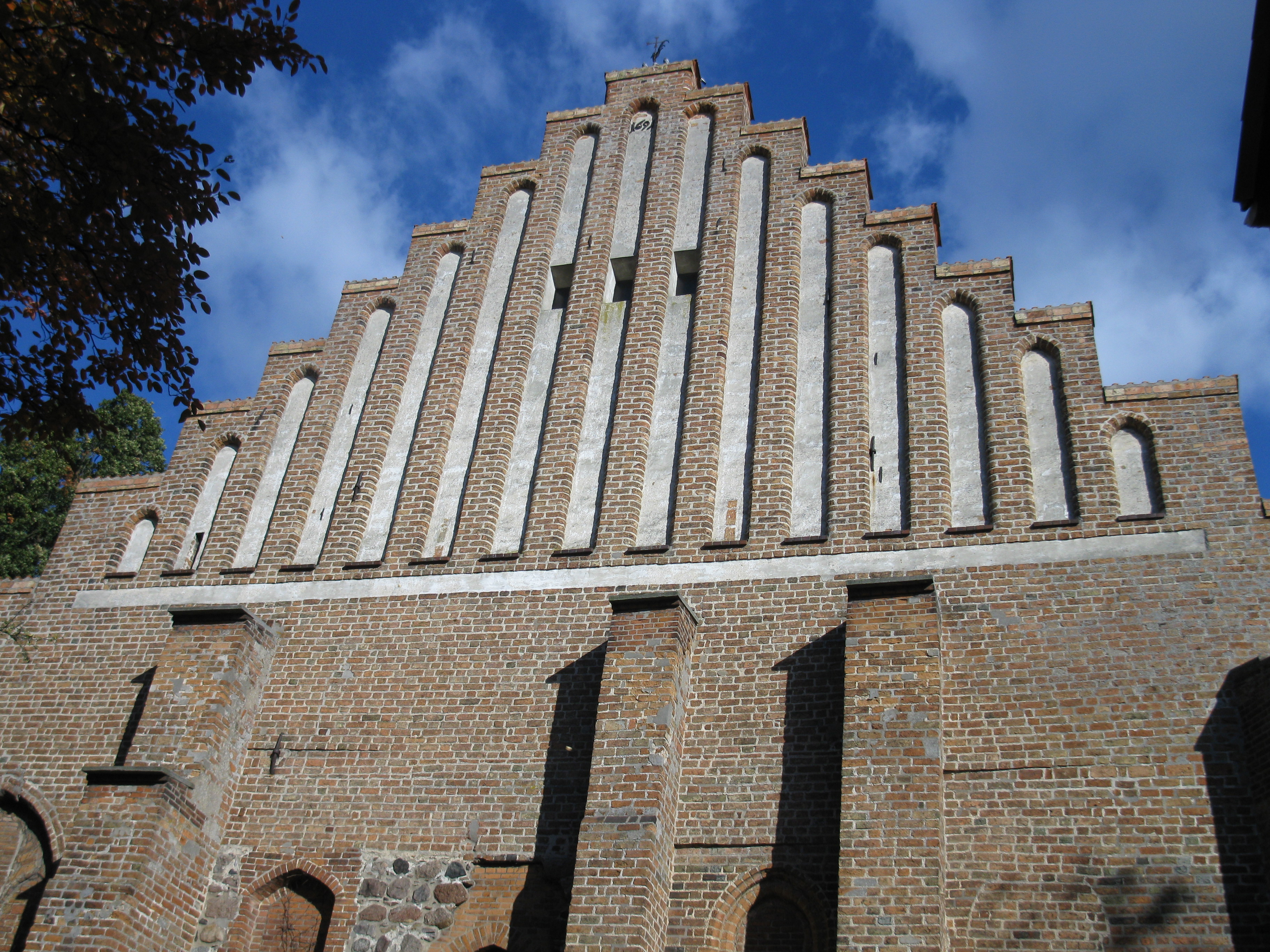
Igreja de São João

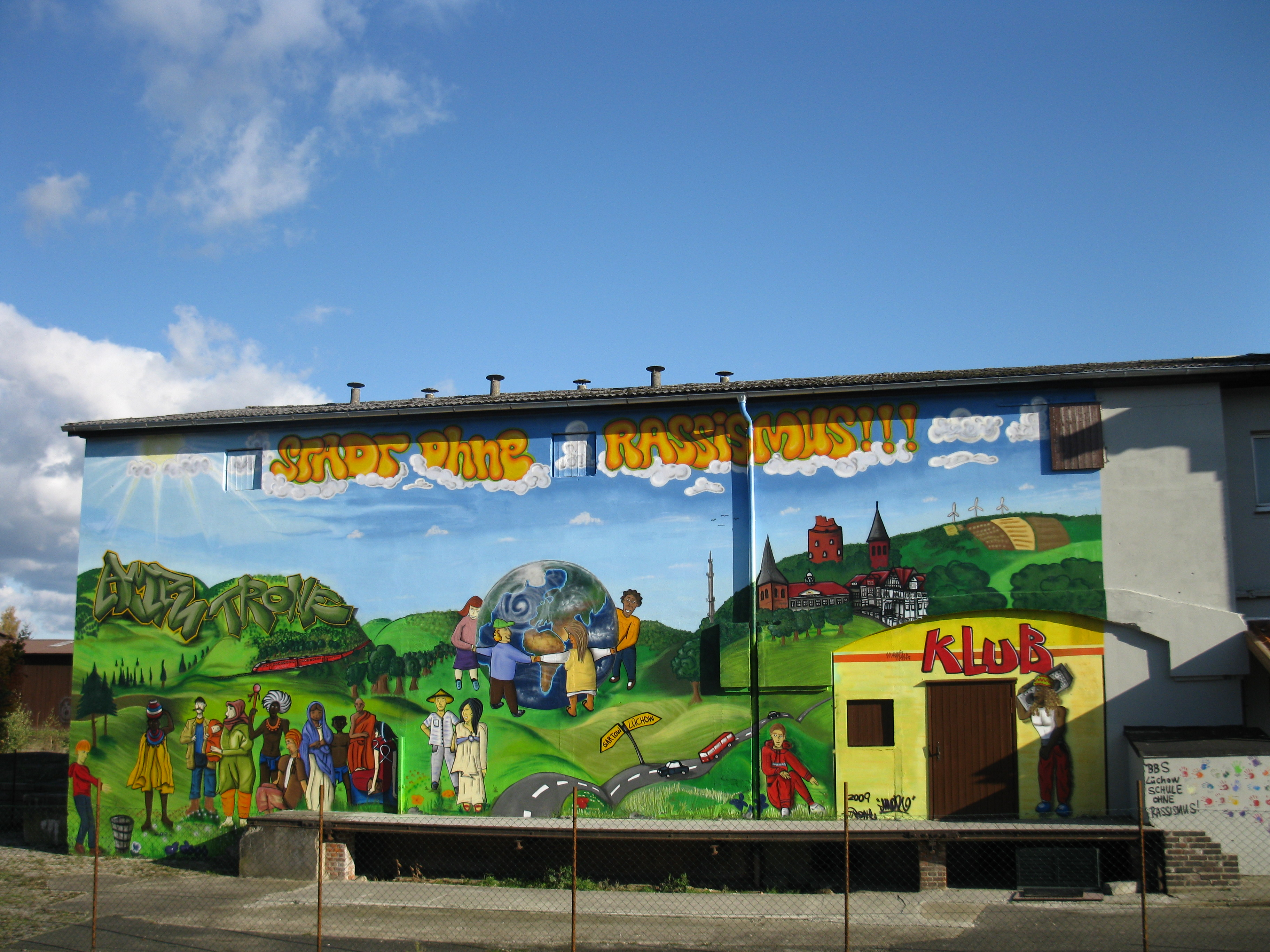
Pintura mural ao lado da estação de trem: Cidade sem racismo.

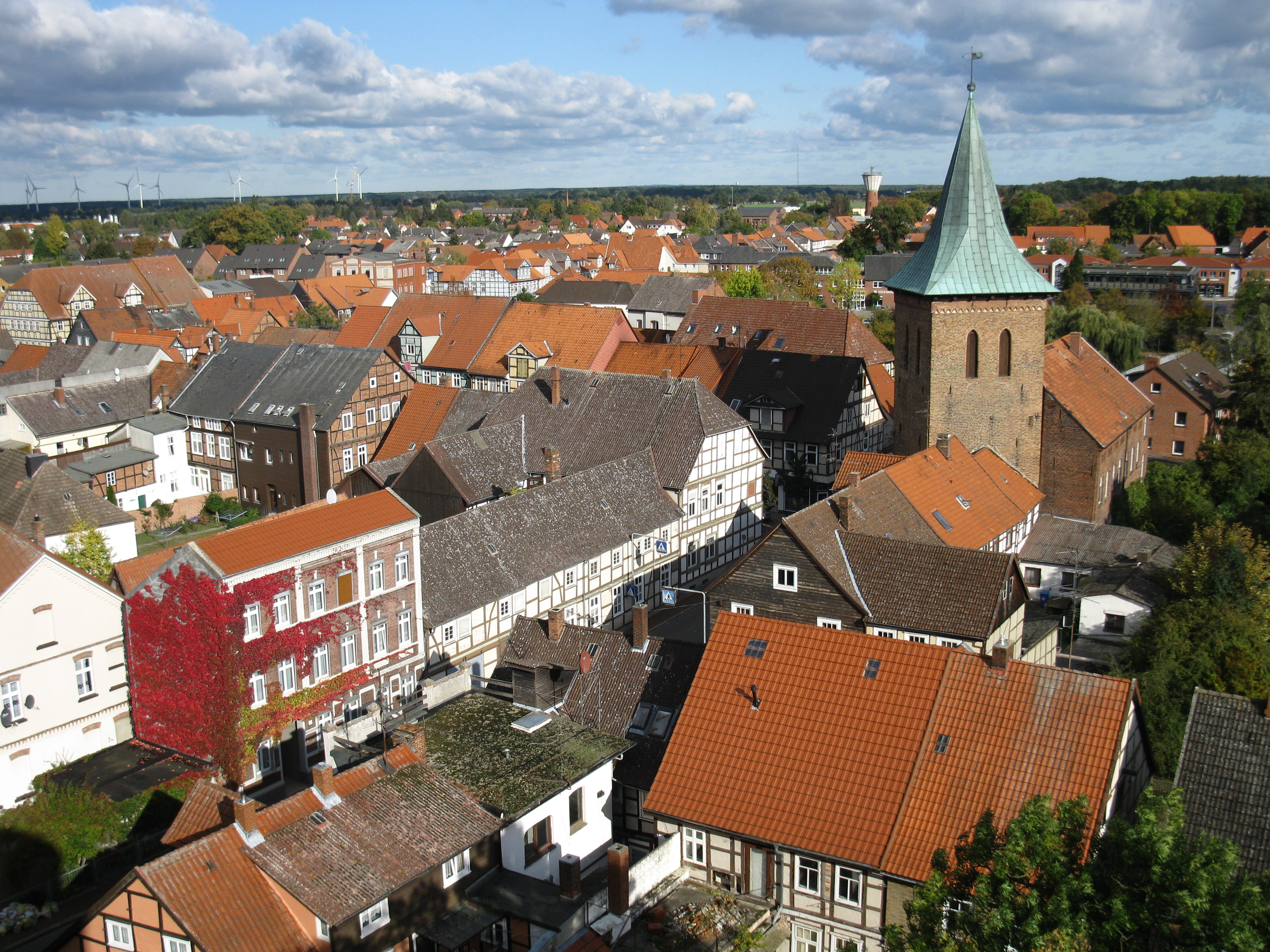
Vista panorámica da cidade

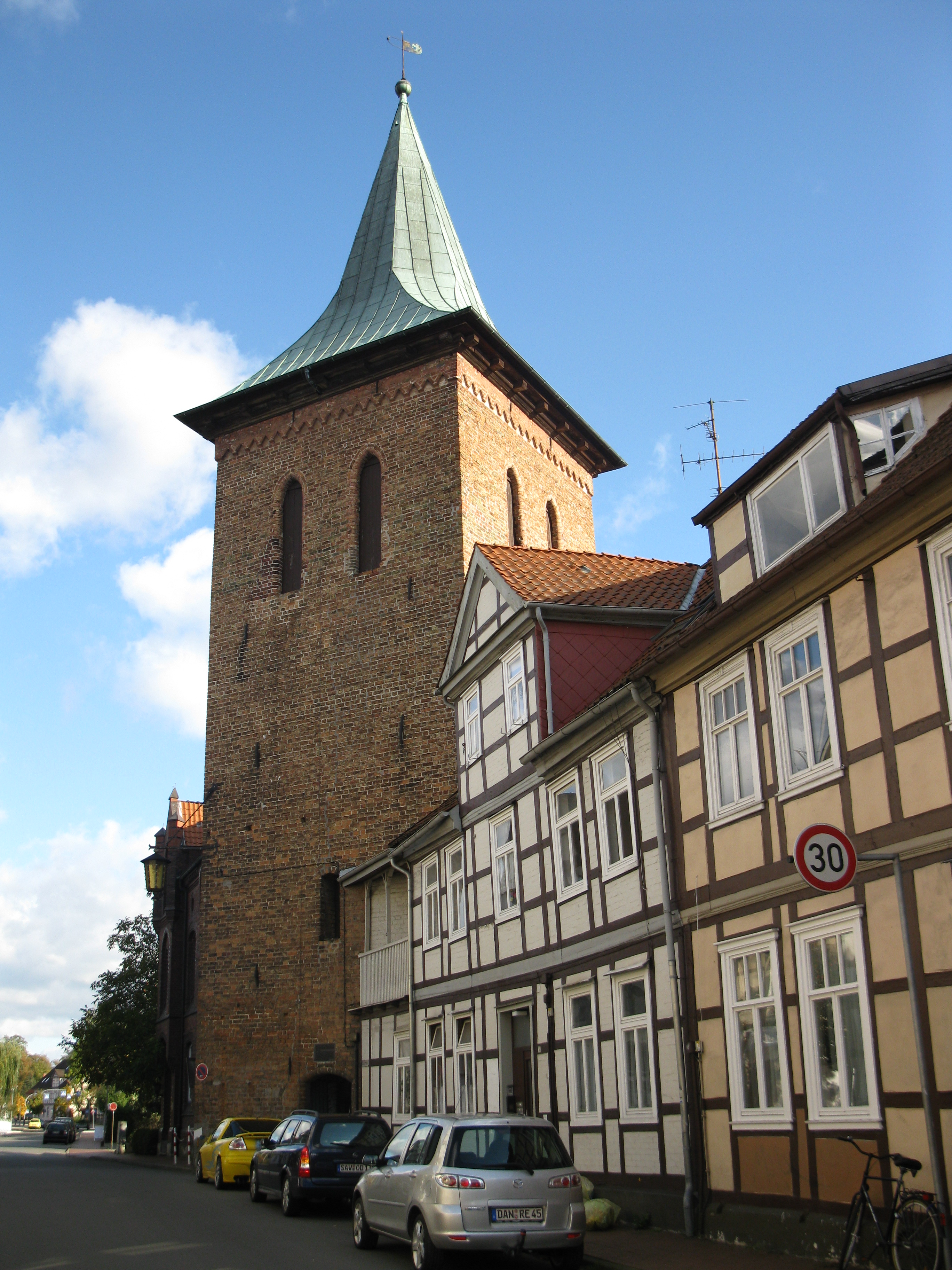
Torre Glockenturm

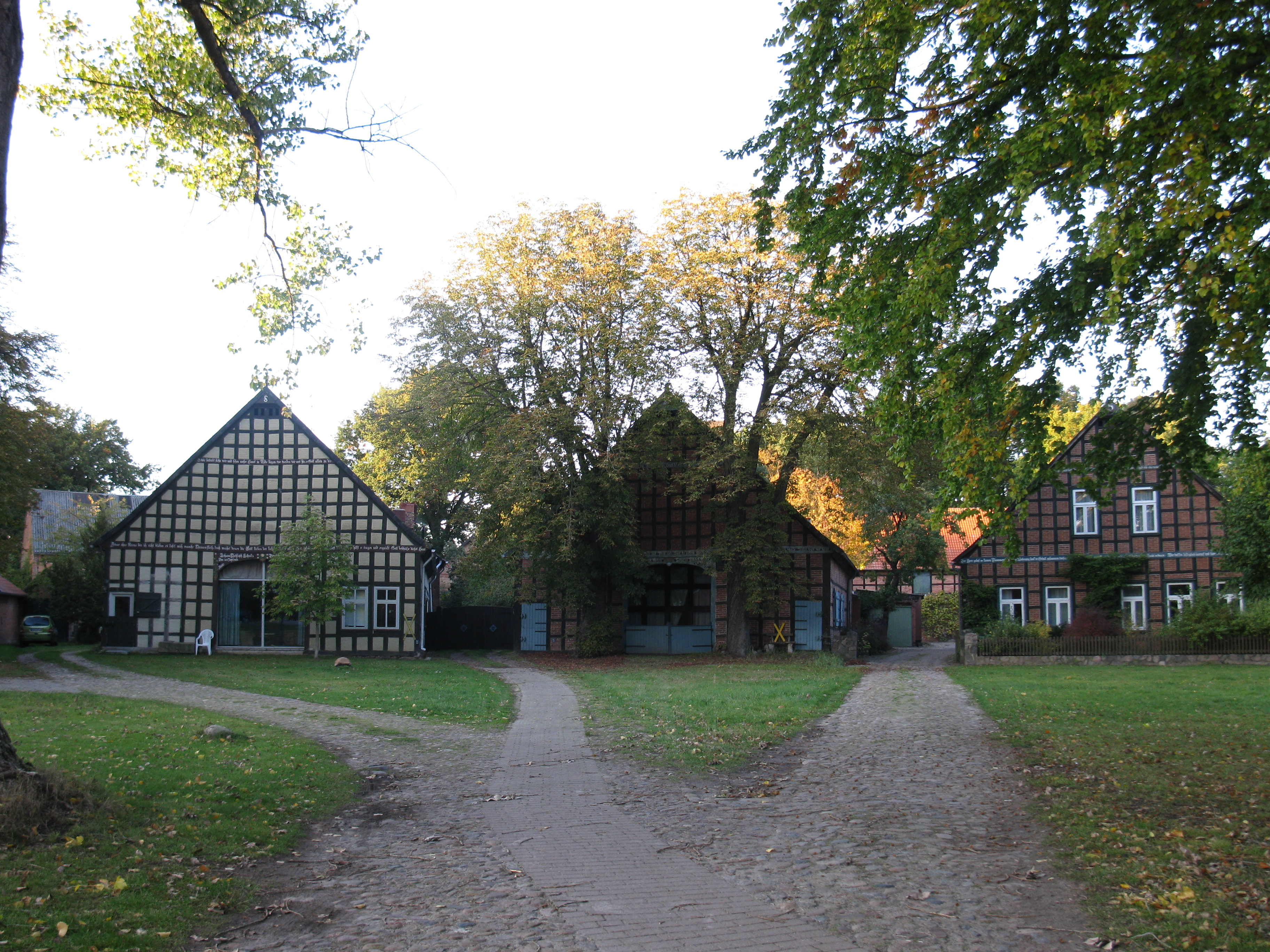
Quintas antigas no bairro Satemin

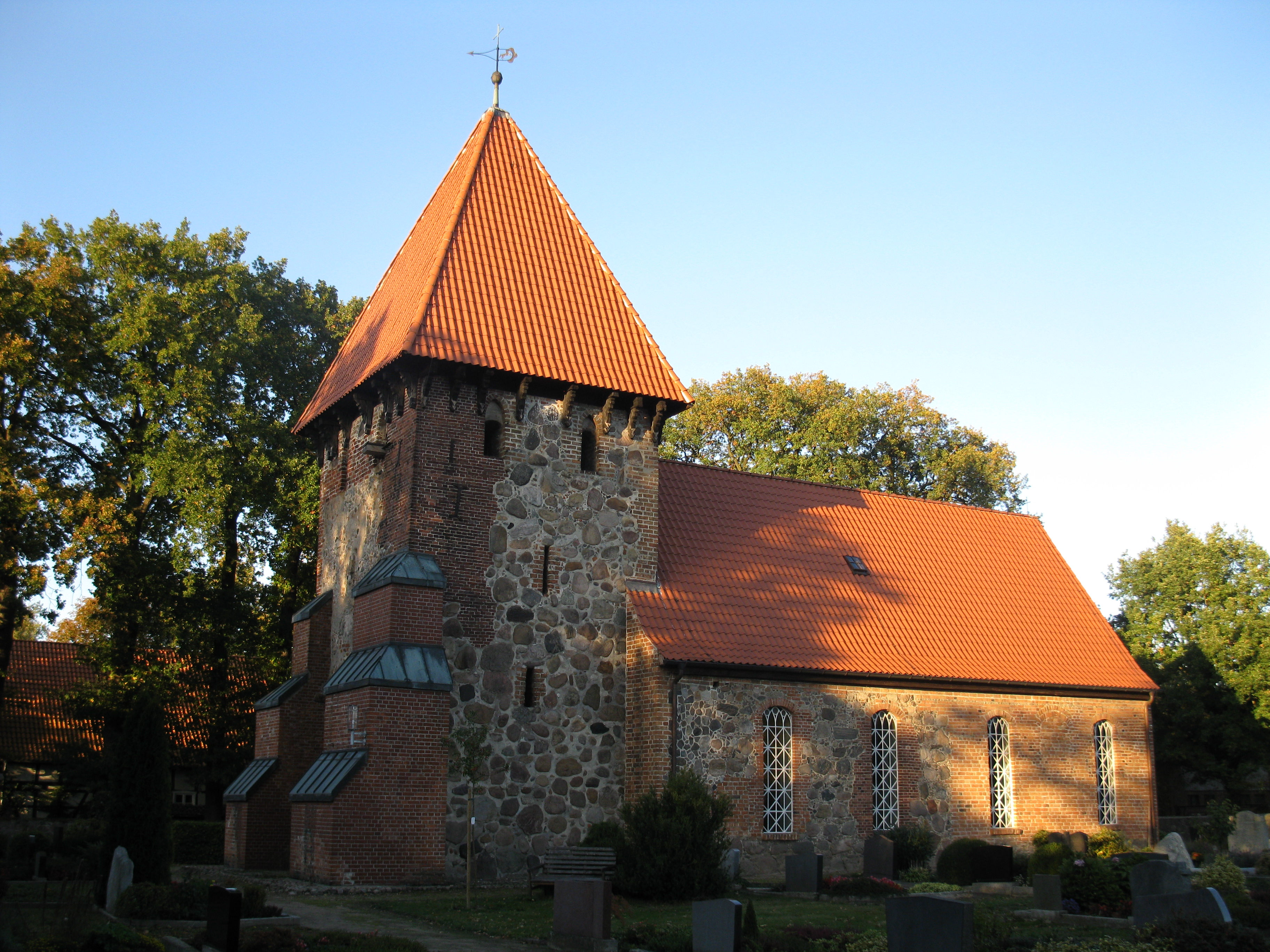
Igreja do bairro Satemin

- Praça do Mercado e prefeitura histórica de Lüchow, construída em 1816;
- Igreja de São João. Uma igreja protestante sem torre, construída no século XIII. A igreja tem uma pia batismal de ano de 1417;
- Torre Amtsturm (24 metros) e a ruína do castelo no parque Amtsgarten. A torre oferece um bom panorama da cidade e dos arredores. O castelo foi destruído pelo incêndio de 1811;
- Casas em enxaimel;
- Torre Glockenturm, um resto da muralha medieval;
- Depósito histórico de água (Wasserturm), construído em 1907;
- Estação histórica de trens. Ao lado da estação, uma grande pintura mural é notável: Chama-se Cidade sem racismo e mostra, entre outros, os símbolos da cidade de Lüchow;
- Bairro Satemin com quintas antigas. A pequena igreja do bairro, construída em 1500 aproximadamente, é típica da região.